# Parlament de Singapur
El Parlament de Singapur, juntament amb el president, exerceix el poder legislatiu a Singapur. Basat principalment en el sistema de Westminster, el Parlament és unicameral i està format per diputats electes, així com per diputats sense circumscripció i diputats per designació. En les eleccions generals del 2020 resultaren elegits 93 diputats i dos més sense circumscripció. El president en sol designar nou més. Les legislatures duren cinc anys com a màxim.
El president del Parlament és la més alta representació de la cambra i dirigeix els debats. El cap del parlament és un diputat nomenat pel primer ministre que gestiona afers del govern i el programa legislatiu del parlament, mentre que el cap de l'oposició és el diputat que lidera el partit amb més vots de l'oposició.
Les votacions són verbals i l'aprovació de les mocions depèn del criteri personal del president de la cambra, que ha de valorar si hi ha una majoria de diputats a favor o bé en contra. Els vots només es compten formalment si un diputat demana una divisió de l'assemblea.

## Composició
Segons la Constitució de Singapur, el parlament pot estar format per un màxim de 105 diputats. Noranta-tres són elegits pels ciutadans, mentre que se'n poden designar 12 sense circumscripció i nou poden ser nomenats pel president de Singapur.
Els diputats sense circumscripció es van crear el 1984 per assegurar que l'oposició tingués representació a la cambra. El nombre d'aquests diputats és 12 menys que el nombre de diputats electes de l'oposició. Per a poder esdevenir diputat sense circumscripció cal que un candidat hagi rebut com a mínim el 15% dels vots vàlids en la seva circumscripció. El candidat no electe de l'oposició que ha rebut el percentatge més alt de vots té dret a ser nomenat primer, seguit pels altres candidats en ordre descendent, segons el percentatge de vots rebuts.
El 1990 es modificà la Constitució per permetre la designació directa de nou diputats. Hi havia la impressió que els dos diputats de l'oposició que hi havia llavors no representaven prou bé alguns parers significatius que no tenien representació al parlament, i que aquest canvi permetria aprofitar l'experència de ciutadans que o bé no podien o bé no estaven preparats per presentar-se a les eleccions. Una comissió del parlament convida els ciutadans a proposar noms de candidats, d'entre els quals la comissió en tria un màxim de nou, que el president del país ha de nomenar diputats. Els candidats han d'haver fet un servei públic significatiu, o han d'haver contribuït a l'honor de Singapur, o bé han de destacar en els camps de l'art i la literatura, cultura, ciència, empresa, indústria, les professions, en serveis socials o comunitaris o en el moviment obrer. El seu mandat és de dos anys i mig. Poden participar en tots els debats, però no tenen dret de vot en cap moció que tracti la reforma de la constitució, en projectes de llei que impliquin despeses de fons públics ni en mocions de censura, entre d'altres.